# Мужская сборная Кыргызстана по кёрлингу
Мужская сборная Кыргызстана по кёрлингу — представляет Кыргызстан на международных соревнованиях по кёрлингу. Управляющей организацией выступает Федерация кёрлинга Кыргызстана.

## Результаты выступлений

### Предварительные квалификационные турниры кОлимпийским играм
(допуск на квалификационные турниры)
| Год       | Место | И | В | П | Состав (четвёртый/скип, третий, второй, первый, запасной, тренер)                                  |
| --------- | ----- | - | - | - | -------------------------------------------------------------------------------------------------- |
| 2021/2022 | 5     | 5 | 3 | 2 | Danil Dmitriev (скип), Ivan Osolodkov, Aibek Asanaliev, Muhamed Dasifu, тренер: Anastasiia Frolova |

### Зимние Азиатские игры
| Год       | Место          | И              | В              | П              | Состав (четвёртый/скип, третий, второй, первый, запасной, тренер)                                                                  |
| --------- | -------------- | -------------- | -------------- | -------------- | --- |
| 2003—2017 | не участвовали | не участвовали | не участвовали | не участвовали | не участвовали |
| 2025      | 9              | 4              | 0              | 4              | Aibek Asanaliev (скип), Iskhak Abykeev, Beksultan Myrzabaev, Mukhamed Dasifu, тренеры: Aisuluu Meimanbek Kyzy, Tynchtykbek Samatov |